# صندوق ملكية عقارات الخليج ريت
صندوق ملكية عقارات الخليج ريت هو صندوق استثمار عقاري متداول يهدف الصندوق إلى الاستحواذ على عقارات مطورة تطويراً إنشائياً، قابلة لتحقيق دخل دوري وتأجيري، وتوزيع ما نسبته 90% بحد أدنى من صافي أرباح الصندوق خلال فترة عمل الصندوق وبحد أدنى مرة واحدة سنوياً خلال 90 يوماً من نهاية السنة المالية.

## الهيئة الشرعية
يوجد مستشار شرعي للصندوق وهو دار المراجعة الشرعية تقوم بمراجعة شروط وأحكام الصندوق وجميع انشطته وتوافقها مع المعايير الشرعية والموافقة عليها

## مدير الصندوق
شركة مُلكيّة للاستثمار وهي شركة مساهمة مغلقة

## امين الحفظ
شركة البلاد المالية

## وصلات خارجية
- صندوق ملكية عقارات الخليج ريت حقائق وأرقام